# Fabé Dia
 Fabé Dia (née le 14 février 1977 à Creil) est une athlète française naturalisée italienne, spécialiste du 200 mètres.

## Carrière
Repérée à l'âge de quatorze ans par Guy Ontanon, son professeur d'EPS au collège, elle fait ses débuts au SO Athlétisme de Creil. Elle fait ses débuts sur la scène internationale en 1995 à l'occasion des Championnats d'Europe juniors de Nyiregyhaza, en Hongrie. Elle y remporte la médaille d'argent du 200 m en 23 s 68, derrière la Bulgare Nora Ivanova. Peu avant la compétition, Fabé Dia battait le record de France junior de la discipline avec le temps de 23 s 44. En 1996, lors des Championnats du monde juniors de Sydney, la Française se classe cinquième du 200 m et quatrième du relais 4 × 100 m.
En 1999, Fabé Dia termine sixième du 200 m des Championnats d'Europe espoirs d'athlétisme 1999 de Göteborg et remporte par ailleurs le titre continental du 4 × 100 mètres en compagnie de Nadine Mahobah, Muriel Hurtis et Doris Deruel. Pour sa première participation à une compétition internationale senior, les Championnats d'Europe en salle disputés en début de saison 2000, Fabé Dia atteint la finale du 200 mètres et s'y classe sixième. Sélectionnée en équipe de France pour les Jeux olympiques d'été de 2000, elle échoue au pied du podium de la finale du relais 4 × 100 mètres aux côtés de Linda Ferga, Muriel Hurtis et Christine Arron. L'équipe de France pourrait néanmoins récupérer la médaille de bronze à la suite des aveux de dopage de Marion Jones, membre du relais américain terminant troisième de l'épreuve. 
Elle remporte les Championnats de France 2001 en salle et en plein air.
Fabé Dia obtient la nationalité italienne quelques mois après avoir remporté les Championnats de France en salle. Elle concourt depuis le 12 mai 2009 sous les couleurs de l'Italie.

## Palmarès
| Date | Compétition                    | Lieu     | Résultat | Épreuve   | Temps   |
| ---- | ------------------------------ | -------- | -------- | --------- | ------- |
| 1994 | Championnats du monde juniors  | Lisbonne | 6e       | 200 m     | 23 s 67 |
| 1995 | Championnats d'Europe juniors  | Tampere  | 2e       | 200 m     | 23 s 68 |
| 1996 | Championnats du monde juniors  | Sydney   | 5e       | 200 m     | 23 s 79 |
| 1998 | Championnats d'Europe          | Budapest | sf       | 200 m     | 23 s 66 |
| 1999 | Championnats du monde en salle | Maebashi | sf       | 200 m     | 23 s 19 |
| 1999 | Championnats du monde          | Séville  | 2e       | 4 x 100 m | séries  |
| 2000 | Jeux olympiques                | Athènes  | 4e       | 4 x 100 m | 42 s 42 |
| 2001 | Championnats du monde en salle | Lisbonne | sf       | 200 m     | 23 s 39 |
| 2001 | Jeux méditerranéens            | Radès    | 2e       | 200 m     | 23 s 18 |
| 2001 | Jeux méditerranéens            | Radès    | 1re      | 4 x 100 m | 44 s 40 |
| 2001 | Championnats du monde          | Edmonton | sf       | 200 m     | 23 s 14 |
| 2002 | Championnats d'Europe en salle | Vienne   | 7e       | 200 m     | 23 s 51 |
| 2002 | Championnats d'Europe          | Munich   | sf       | 200 m     | 23 s 50 |
| 2005 | Championnats d'Europe en salle | Madrid   | 6e       | 200 m     | 24 s 23 |
| 2005 | Jeux méditerranéens            | Almeria  | 3e       | 200 m     | 23 s 78 |
| 2005 | Jeux méditerranéens            | Almeria  | 1re      | 4 x 100 m | 43 s 75 |
| 2005 | Championnats du monde          | Helsinki | 4e       | 4 x 100 m | 42 s 85 |

## Records
- 100 m : 11 s 31 (Bonneuil sur marne)
- 200 m : 23 s 02 (Villeneuve-d'Ascq, 13/06/1999)